# Tomislav Šango
Tomislav Šango (Los Angeles, 30. svibnja 1974.) je hrvatski filmski redatelj.

## Životopis
Rođen je u Los Angelesu, SAD 30. svibnja 1974. godine. U SAD-u je živio do završetka srednje škole 1993. nakon čega se s roditeljima doselio u Hrvatsku. Upisao je studij u Zagrebu. Upisao je filmske i televizijske režije na ADU. Diplomirao je 2000. godine.

## Djela
Snimio je nekoliko filmova.

### Dokumentarni filmovi
- Osti
- Dobro došli u Vojnić
- Zagrabi
- Crni dub
- Zagreb OpenAir
- Akcija Feniks 1972 (prema knjizi Bože Vukušića Rat prije rata)[1][2]

### Reportaže
Snimio je tridesetak reportaža za emisiju Dobro jutro, Hrvatska i za HTV-ov obrazovni program.

### Televizijske serije
Snimio je šesnaest epizoda raznih serija:
- Lov na antikvitete
- Policijska patrola

### Dramske serije
- Ne daj se, Nina

### Reality show
- Farma (jedna sezona)

## Vanjske poveznice
- Tomislav Šango na IMDB